# 玛丽亚·舒罗奇金娜
玛丽亚·弗拉基米罗芙娜·舒罗奇金娜（俄语：Мария Владимировна Шурочкина，1995年6月30日—），俄罗斯女子花样游泳运动员，2016年夏季奥运会集体金牌得主、2020年夏季奥运会集体金牌得主。